# Польское общество любителей астрономии
Польское общество любителей астрономии (пол. Polskie Towarzystwo Miłośników Astronomii) — польское научное общество, основанное в 1921 году. Предшественником Общества был Кружок любителей астрономии (пол. Koło Miłośników Astronomii), созданный в 1919 году в Варшаве группой энтузиастов и в 1921 году ставший основой Польского общества любителей астрономии.
Первым председателем Общества был доктор наук, профессор Felicjan Kępiński (1921—1922 гг.).
Согласно Уставу, целью Общества является развитие и распространение знаний о Вселенной, путём объединения профессионалов и любителей астрономии и смежных наук; информирование членов Общества о последних достижениях в области астрономических знаний; популяризация астрономических знаний среди самых широких слоев общества, в том числе среди молодёжи.
В состав Общества входят 19 региональных филиалов и 9 научных секций.
С 1922 по 1997 год Общество издавало астрономический журнал Urania, который в 1998 году объединился с журналом Postępy Astronomii, периодическим изданием Польского астрономического общества, и с тех пор издаётся совместно под объединённым названием Urania — Postępy Astronomii. В журнале публикуются статьи по астрономии, астрофизике, а также тематические обзоры книг и публикаций.
С 2015 года Общество является членом международной организации Astronomers Without Borders.
Председателем Общества является астроном Mieczysław Janusz Jagła — член польского национального Почётного комитета конкурса IAU100 NameExoWorlds, организованного Международным астрономическим союзом.
В 2018 году совместно с астрофотографом Бартошем Войчинским PTMA создало сайт ISS Transit Finder, позволяющий всем желающим спрогнозировать момент пролёта МКС по диску Солнца или Луны безгранично в любой точке планеты. Все расчеты проводятся на основе открытых данных и служат для удобного предоставления помощи в подготовке к съёмке столь быстро пролетающего объекта. Из-за использования Leaflet, с 24 февраля 2022 года расчёты для территорий России и Беларуси заблокированы.
Актуальная информация о деятельности Общества публикуется на сайте www.ptma.pl.